# 에스타디오 나시오날 델 페루
에스타디오 나시오날 델 페루(스페인어: Estadio Nacional del Perú)는 페루 리마에 위치한 국립 경기장으로 수용 인원은 50,000명이다. 페루 축구 국가대표팀의 홈 구장으로 사용되고 있으며 페루에서 개최된 1953년 남미 축구 선수권 대회, 1957년 남미 축구 선수권 대회, 2004년 코파 아메리카, 2005년 FIFA U-17 세계 축구 선수권 대회, 2019년 팬아메리칸 게임의 경기장으로도 사용되었다.

## 관련 사건 및 사고
- 1964년 에스타디오 내셔널 압사 사고